# Àlbum de cromos
Un àlbum de cromos és un llibre amb seccions delimitades on cal enganxar-hi els cromos d'una col·lecció determinada. Els cromos es venen generalment en sobres o paquets tancats, de manera que el comprador no sap quins s'hi trobarà. La forma d'empaquetar-los és totalment automatitzada i es basa en processos informatitzats que garanteixen una distribució aleatòria i equivalent dels cromos en sobres. Panini, el major editor mundial d'àlbums de cromos, afirma que la seva empresa produeix un nombre igual de tots els cromos per a cada col·lecció. A la pràctica, però, pot passar que un col·leccionista hagi de comprar-ne un gran nombre de paquets per a poder completar l'àlbum, ja que obté molts cromos repetits. Per a solucionar aquest inconvenient, els col·leccionistes sovint els bescanvien o compren a altres col·leccionistes, ja sigui en privat o per mitjà de clubs de col·leccionistes de cromos, de forma presencial o per Internet.
L'etimologia del mot, del llatí album ("blanc; tauler blanc"), fa referència al fet que inicialment designava un llibre en blanc destinat a escriure-hi poesies, màximes, música, o a col·leccionar-hi signatures, dibuixos, fotografies i altres articles.

## Història

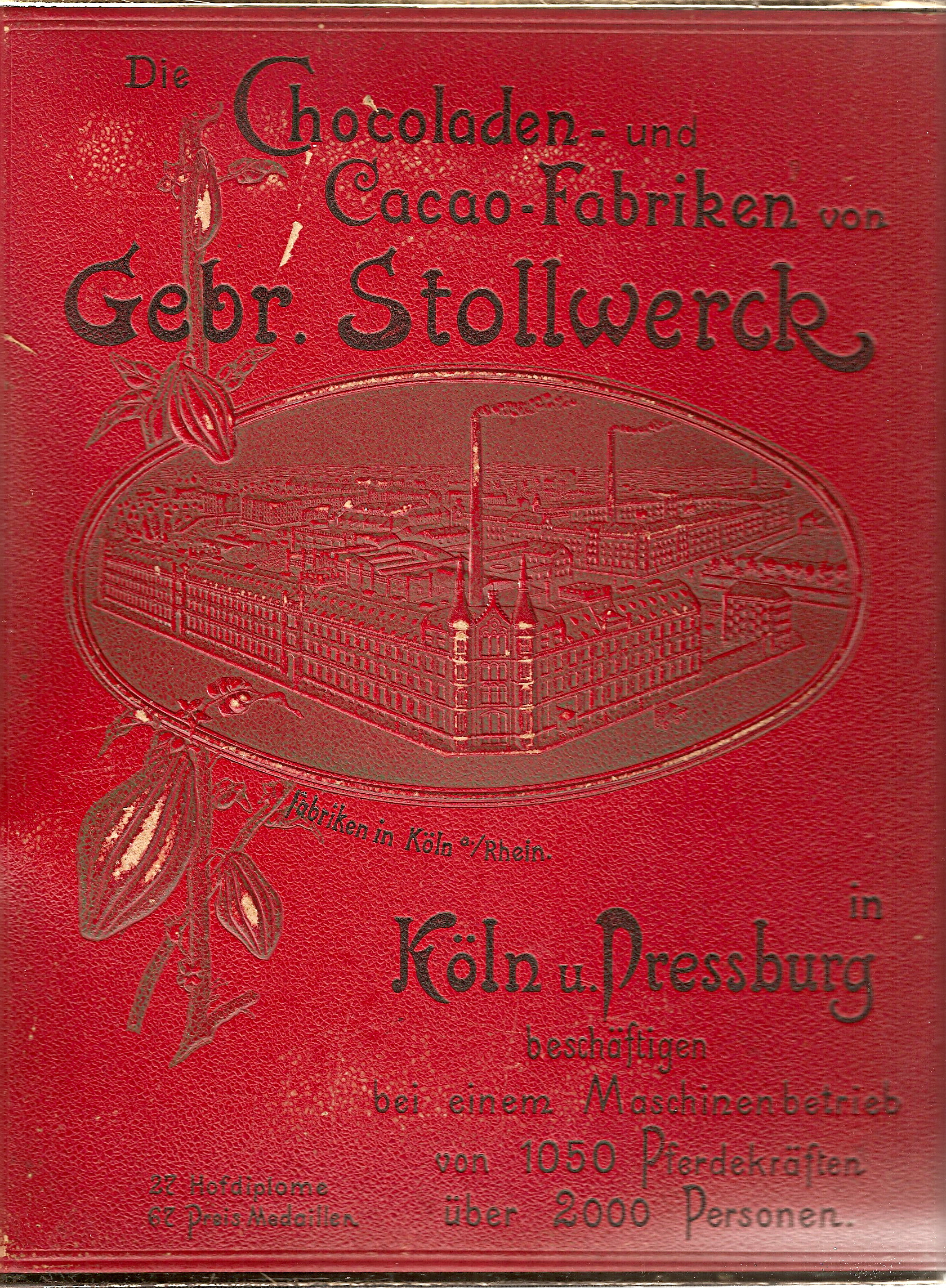
Portada d'un àlbum genèric alemany dels volts de 1898

Per bé que els antecedents immediats dels cromos començaren a evolucionar cap a 1820, fou l'aparició de la cromolitografia el 1837 la que en va permetre un considerable augment de producció. A mitjan segle xix, els cromos es generalitzaren (el primer que s'ha pogut documentar data de 1867 i el 1879, les companyies tabaqueres dels EUA en començaren a incloure als seus paquets), fins que el 1884, el francés Albert Poulain en començà a incloure dins les rajoles de xocolata que fabricava. L'èxit d'aquella iniciativa donà peu al col·leccionisme massiu de cromos i a costums encara vigents, com ara l'intercanvi dels repetits. Al començament, els cromos es col·leccionaven solts, sense àlbum i s'enganxaven en tota mena de suports: diaris, carpetes, targetes de visita, felicitacions de Nadal i altres. Servien també per a decorar caixes de fusta, mobles i altres objectes mitjançant la tècnica del decoupage.
El 1852, Aristide Boucicaut, propietari dels magatzems Le Bon Marché, va començar a facilitar un àlbum per a enganxar-hi els cromos a canvi dels vals que obtenien els clients a cada compra. Als seus inicis, els àlbums de cromos eren una creació individual i única de cada col·leccionista: partint d'un llibre en blanc, s'hi anaven enganxant gravats o dibuixos retallats, però sobretot cromos encunyats i també col·leccions completes de cromos rectangulars, disposats de manera ordenada o capriciosa. A França, aquesta afecció tenia molt d'èxit. Després, alguns editors començaren a publicar els primers àlbums amb el contingut prefixat, en forma de llibres de caràcter pedagògic que incorporaven il·lustracions per enganxar al lloc corresponent. Amb els anys, aquells àlbums evolucionaren des de les presentacions inicials, en format de llibre gruixut enquadernat en cartoné, atractiu i a voltes luxós (encara a la dècada de 1950, la filial catalana de Nestlé els editava en forma de toms enciclopèdics, amb una acurada presentació i profusió d'imatges d'alta qualitat) fins als actuals molt més senzills, de poques pàgines i amb tapa tova.
Allò que va convertir els àlbums de cromos en un fenomen global fou la seva arribada al quiosc, especialment des que el 1961 l'italià Giuseppe Panini creà l'empresa Panini, amb seu a Mòdena, líder mundial actualment en l'edició de cromos. Panini ha llançat des d'aleshores centenars d'àlbums de cromos diferents arreu del món, amb especial preponderància dels dedicats al futbol.

## Tipologia
Un àlbum de cromos d'esports típic, com ara els que s'editen de la Copa del Món de Futbol, té designades seccions per a cada selecció o equip on hi ha rectangles en blanc i numerats per a cada cromo. Cada cromo sol tenir la imatge d'un jugador i a sota del requadre corresponent de l'àlbum s'hi acostuma a indicar el seu nom, data i lloc de naixement i la posició en què juga. A més dels de jugadors, hi ha cromos amb l'escut dels equips i amb fotos de grup de l'equip complet.
Pel que fa a la seva forma, els més habituals són els de format vertical, però n'hi ha també d'apaïsats. L'enquadernació és generalment en rústica, per bé que se'n publiquen també amb tapa dura, sobretot per a col·leccions commemoratives o didàctiques. El sistema de fixació dels cromos ha evolucionat força amb els anys, ja que fins a mitjan dècada de 1970 no existien els cromos autoadhesius, hegemònics actualment, de manera que calia enganxar-los a l'àlbum amb cola. Antigament, hi havia àlbums en què el cromo s'enganxava només pel costat superior i, en aixecar-lo, es podia llegir a sota l'explicació relativa a aquell cromo concret.
Actualment hi ha fins i tot webs que ofereixen col·leccions en línia, en què cal anar col·locant en un àlbum virtual els cromos que s'hi obtenen com a obsequi periòdicament, en un sobre també virtual.

## Àlbums destacats
Al llarg de la història s'han editat centenars d'àlbums de cromos que mereixerien ser destacats per la seva qualitat o interès pedagògic. Tot seguit, se'n recull només una petita mostra de les que han circulat en algun moment o altre pels Països Catalans:
- En català:
  - Història de Catalunya (Xocolata Juncosa, 1933)
  - Àlbum Salvat Català 4 (Editorial Salvat, 1970)
  - Batalles històriques (Difusora de Cultura, 1974)
  - Pirata àlbum (Revista Èczema, 1979)
  - L'automòbil esportiu (Caixa de Pensions de Catalunya i Balears, dècada de 1970)
  - Arbres de Barcelona (Ajuntament de Barcelona, 1983)
  - West. L'Oest, la veritable història dels indis (Cromo Crom, 1983)
  - Catalunya, el teu país. Història i cultura (Generalitat de Catalunya, 1984)
  - Història de Catalunya explicada per en Dragui (Phoskitos, a mitjan dècada de 1980)
  - La llengua catalana (àlbum en línia al web ilustrum.com)

- En castellà:
  - Album Suchard (xocolates Suchard, 1930)
  - Libro de las Estampas de Oro: el reino animal (Editorial Novaro, 1957)
  - Maravillas del Universo (Nestlé, 1957)
  - Vida y Color (Albumes Españoles, 1965)
  - La vuelta al mundo en 320 cromos (Editorial Bruguera, 1971)
  - El porqué de las cosas (Bimbo, 1971)
  - Hombres, razas y costumbres (Editorial Ruiz Romero, 1972)
  - Cosmorama de África (xocolates Torras, 1975)
  - Grand Prix - Libro para cromos (Publicaciones Fher, 1977)
  - FIFA world cup 2014, Brasil (Panini, 2014)